# زبان شیوه‌نامه گسترش‌پذیر
زبان شیوه‌نامه گسترش‌پذیر (به انگلیسی: Extensible Stylesheet Language) با کوته‌نوشت اکس‌اس‌ال (به انگلیسی: XSL) در علم رایانه، خانواده‌ای از زبان‌ها است که از آن برای تبدیل و ارائه (تحویل) اسناد XML استفاده می‌شود.

## تاریخچه
در آغاز، اکس‌اس‌ال تلاشی برای آوردن توانمندی DSSSL ، به‌ویژه، در زمینهٔ نویسه‌چینی و چاپ حرفه‌ای به اکس‌ام‌ال بود. یک گروه کاری W۳C پیرامون اکس‌اس‌ال در دسامبر ۱۹۹۷ شکل گرفت، شارون ادلر و استیو زایلز با هم رئیس و کریس لیلی رابط اعضای آن بود. گروه نخستین پیش‌نویس کاری همگانی را در ۱۸ اوت ۱۹۹۸ بیرون داد و اکس‌اس‌ال در ۱۵ اکتبر ۲۰۰۱ تبدیل به پیشنهاد W۳C شد.

## مقایسه
در مقایسه با سی‌اس‌اس که برای افزودن و تغییر دادن سبک و استیل سندهای اچ‌تی‌ام‌ال مورد استفاده قرار می‌گیرد، اکس‌اس‌ال را به منظورهای مشابه، ولی، این بار برای اسناد اکس‌ام‌ال به‌کار می‌گیریم. به‌زبان ساده‌تر، اسناد اکس‌اس‌ال دستورالعمل‌های لازم جهت چگونگی و نحوهٔ ارائهٔ داده‌های اکس‌ام‌ال را به برنامه‌های کامپیوتری می‌دهند.

## خانوادهٔ اکس‌اس‌ال
خانوادهٔ زبانی اکس‌اس‌ال دارای سه فناوری عمده به صورت زیر است:
- تبدیلات اکس‌اس‌ال: یک زبان اکس‌ام‌ال برای تبدیل پرونده‌های اکس‌ام‌ال از یک ترکیب به ترکیب دیگر
- اشیای فرمت‌دهی اکس‌اس‌ال: زبانی است مبتنی بر اکس‌ام‌ال که برای اعمال فرمت‌های بصری در یک پرونده استخراج شده از یک سند اصلی اکس‌ام‌ال به کار می‌رود.
- زبان مسیر اکس‌ام‌ال

مشخصات این سه زبان از پیشنهادهای W۳C هستند.

### تبدیلات اکس‌اس‌ال
مقالهٔ اصلی: تبدیلات اکس‌اس‌ال
اکنون پیاده‌سازی‌های زیادی از اکس‌اس‌ال‌تی در دست‌اند. چندین مرورگر وب، از جمله، اینترنت‌اکسپلورر (به کمک متن‌شکن اکس‌ام‌ال ام‌اس‌اکس‌ام‌ال)، فایرفاکس، موزیلا و نت‌سکیپ (همگی به کمک موتور TransforMiiX) از تبدی اکس‌ام‌ال به اچ‌تی‌ام‌ال به یاری اکس‌اس‌ال‌تی پشتیبانی می‌کنند. دیگر پیاده‌سازی‌های شایسته گفتن زاکسن‌ها و Xalan و Altova هستند.

### اشیای قالب‌بندی اکس‌اس‌ال
مقالهٔ اصلی: اشیای فرمت‌دهی اکس‌اس‌ال
اشیای فرمت‌دهی اکس‌اس‌ال ((XSL - Formatting Objects (FO) کمتر از پشتیبانی گسترده بهره می‌گیرند. و بیشتر پیاده‌سازی‌های کنونی جزئی هستند.FOP از پروژه آپاچی می‌تواند بخش بزرگی از مشخصات اشیای قالب‌بندی اکس‌اس‌ال را برای PDF و دیگر قالب‌های خروجی بیرون دهد. بسته PassiveTex پیاده‌سازی دیگری است که تک را به کار می‌گیرد تا خروجی یک قالب‌برگ XSL-FO را به PDF بنگارد.
قالب‌های پرونده دیگری نیز به درجات گوناگون پشتیبانی می‌شوند.
- پست‌اسکریپت
- اس‌وی‌جی
- ام‌آی‌اف
- پی‌سی‌ال
- پرونده‌های متنی

### زبان مسیر اکس‌ام‌ال
مقالهٔ اصلی: زبان مسیر اکس‌ام‌ال
- زبان مسیر اکس (اکس‌پت): یک زبان نا-اکسمل که XSLT و XLINK برای دسترسی به بخش‌های مختلف یک پرونده اکسمل از آن سود می‌جویند.

زبان مسیر اکس‌ام‌ال (اکس‌پت) را تبدیلات اکس‌اس‌ال برای توصیف چگونگی دسترسی به بخش‌های گوناگون یک پرونده اکس‌ام‌ال به کار می‌گیرد و همچنین بخشی از خانواده اکس‌اس‌ال شناخته می‌شود.
اکس‌کوئری یک پروژه دیگر W۳C است که قرار است توانایی‌های همانندی برای پرس و جو پیرامون پرونده‌های اکسمل به کمک اکس‌پت فراهم کند.

## پانوشته‌ها
1. ↑  Rendering
2. ↑  IWWW, p. 544
3. ↑  IWWW, pp. 544 - 545
4. ↑  مایکروسافت این متن‌شکن اکس‌ام‌ال را در مرورگرهای آی‌ای تعبیه می‌نماید